# Шмульян Вітольд Львович
Вітольд Львович Шмульян (29 серпня 1914, Херсон — 27 серпня 1944, Прага під Варшавою) — радянський математик.

## Біографія
Народився у Херсоні в сім'ї помічника присяжного повіреного Лейба Юделевича (Льва Юлійовича) Шмульяна (1883—1945) та Ізабелли Соломонівни Невельштейн. Сім'я Л. Ю. Шмульяна походила з Голої Пристані Херсонської губернії.
Виріс в Одесі, в батьківській квартирі на Ніжинській вулиці, 42. Після революції батько працював адвокатом і викладав в Інституті народного господарства (Інархозі), а після його розформування — у юридичній школі. У 1938 році Л. Ю. Шмульян був заарештований і засуджений на 6 років виправно-трудових таборів, помер незадовго до закінчення терміну.
У 1936 році В. Л. Шмульян закінчив фізико-математичне відділення Одеського університету і вступив до аспірантури. У тому ж році опублікував роботу по абстрактному інтегралу Фреше і спільну статтю з Д. П. Мільманом. Після закінчення аспірантури під керівництвом М. Г. Крейна при Одеському університеті в 1939 році був залишений доцентом там же. Кандидат фізико-математичних наук (1939).
Будучи з 1940 року докторантом Математичного інституту імені В. А. Стеклова, на початку Великої Вітчизняної війни пішов в народне ополчення. У боях за місто Севськ в 1943 році був нагороджений медаллю «За відвагу», а в 1944 році за участь у Ковельській операції — орденом Вітчизняної війни II ступеня. Старший лейтенант, командир взводу топографічної розвідки, потім топообчислювального взводу дивізіону 969-го артилерійського полку. Загинув за два дні до власного тридцятиріччя під час боїв за Варшаву. Похований в Празі.
Основні праці по топології лінійних просторів. Останні наукові роботи написав на фронті (одна була опублікована в 1944 році, інша вийшла посмертно під редакцією А. Н. Колмогорова).

## Родина
- Дружина і співавтор — математик Віра Рувимівна Гантмахер (1909—1942), сестра математика Ґантмахера Фелікса Рувимовича; під час румунської окупації Одеси депортована в гетто села Доманівка в Трансністрії, де розстріляна разом з батьками в 1942 році[10][11].
- Брат — Шмульян Теодор Лейбович (1912—1997), радянський шашкіст і шашковий теоретик.
- Двоюрідний брат — економіст Мойсей Петрович (Пінхусович) Шмульян (1899—1955)[12]; його дочка — поетеса Галина Мойсеївна Шмульян (1929—2006)[13][14][15][16]. Інший двоюрідний брат — учений-медик, офтальмолог Лев Петрович (Пінхусович) Шмульян (1891—1946), піонер пересадки трупної рогівки в СРСР, кандидат медичних наук («Часткова наскрізна пересадка рогівки з консервованого ока трупа», 1937); його син — математик Юрій Львович Шмульян (1927—1990)[17][18][19].
- Племінник — Валерій Вікторович Дунаєвський (нар. 1942), вчений в галузі теоретичної механіки, інженер, публіцист[20][21].
- Троюрідний брат — вчений в області автоматичного управління Б. Л. Шмульян (нар. 1938).

## Теореми
- Теорема Крейна-Шмульяна[de] (про несплющенності замкнутого породжуючого конуса в банаховому просторі)
- Теорема Еберлейна-Шмульяна[de]  (про еквівалентність слабкої компактності і секвенціальної слабкої компактності)